# 驍龍體育場
驍龍體育場（英語：Snapdragon Stadium）是位於美國加利福尼亞州聖地牙哥的一座室外綜合體育場，由聖地牙哥州立大學管轄，屬於該校密申谷校區（SDSU Mission Valley）的一部分。本球場為多支球隊的主場，除了該校的阿茲特克美式足球隊，還包括國家女子足球聯賽的聖地牙哥波浪、美國職業橄欖球大聯盟的聖地牙哥軍團，以及即將在2025年加入美國職業足球大聯盟的男子足球俱樂部聖地牙哥FC。
本球場於2020年開始建造，並在2022年完工，其所在位址毗鄰聖地牙哥體育場的舊址，該球場已於2021年拆除完畢，在過去50多年曾是阿茲特克美式足球隊的主場。2021年12月，高通公司取得冠名權，以旗下CPU產品的品牌「驍龍」命名這座體育場。

## 圖片集

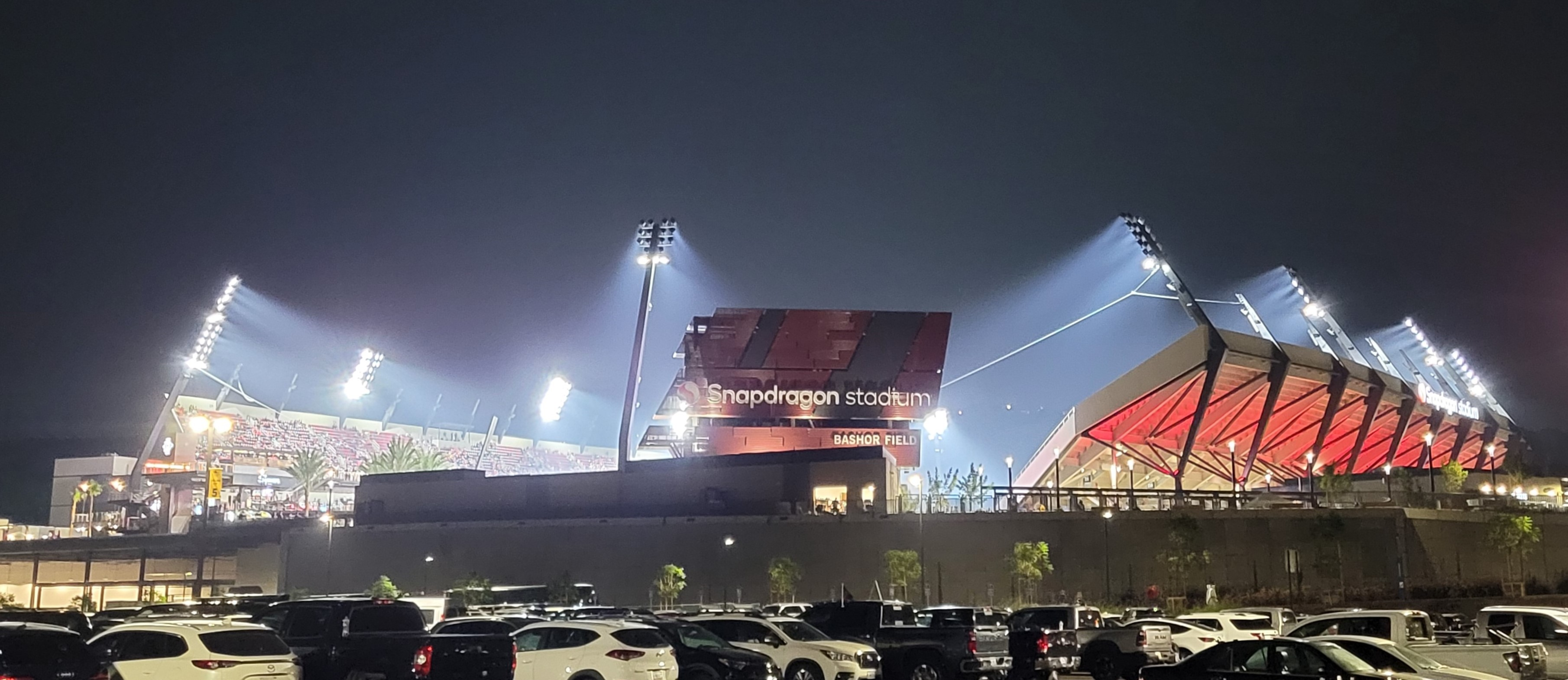
夜晚的驍龍體育場
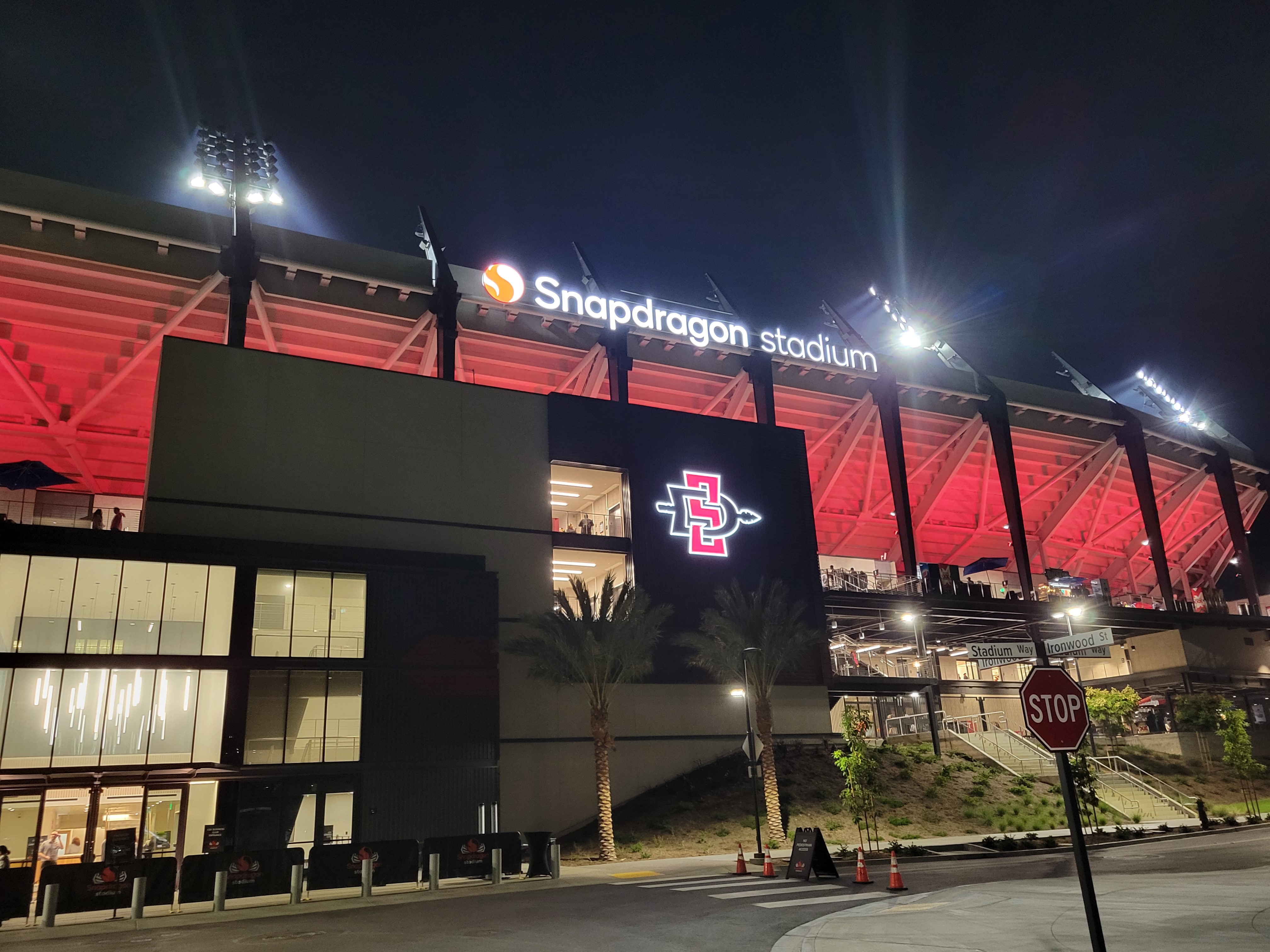
驍龍體育場外牆
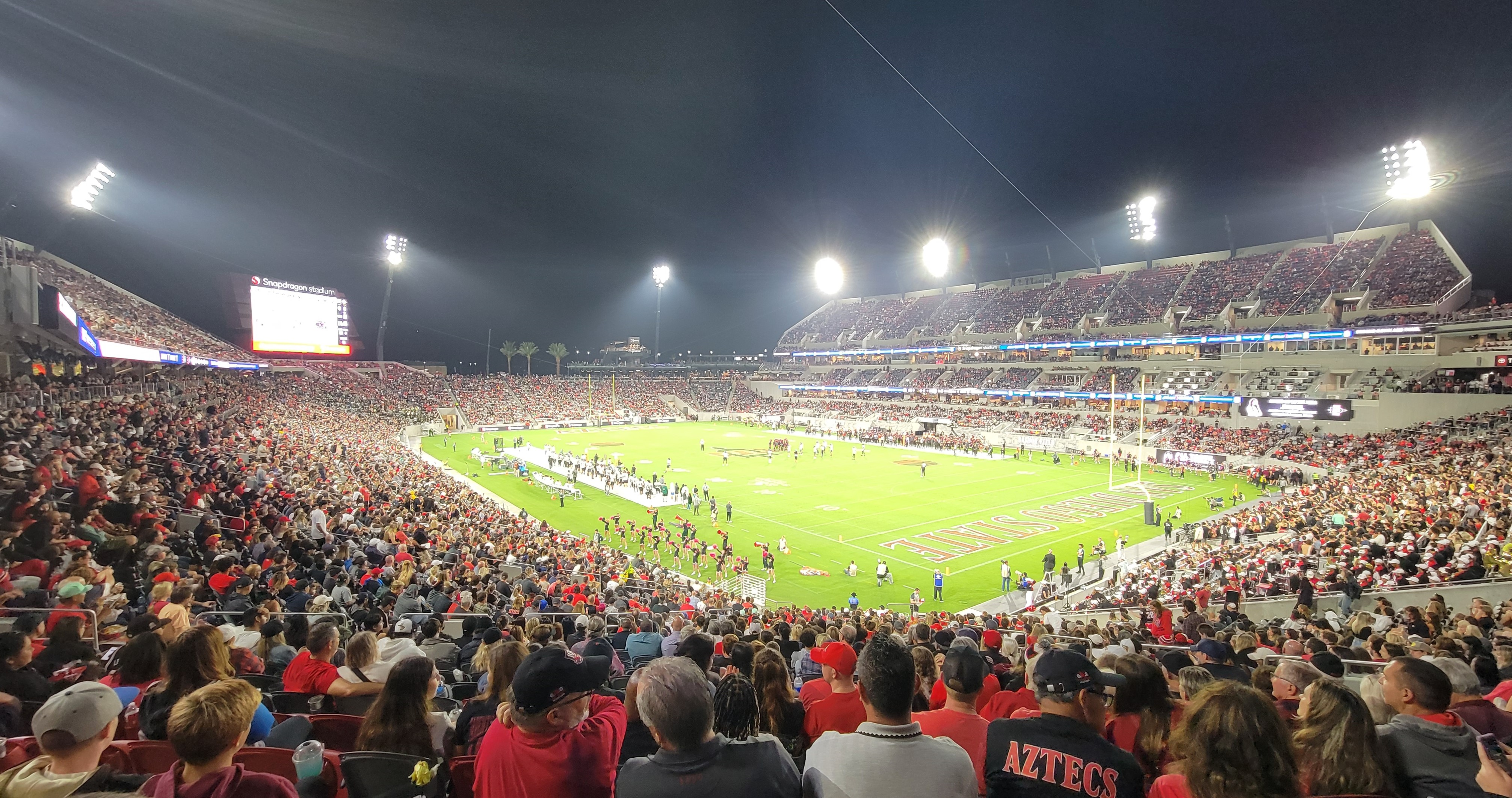
驍龍體育場東北區看台
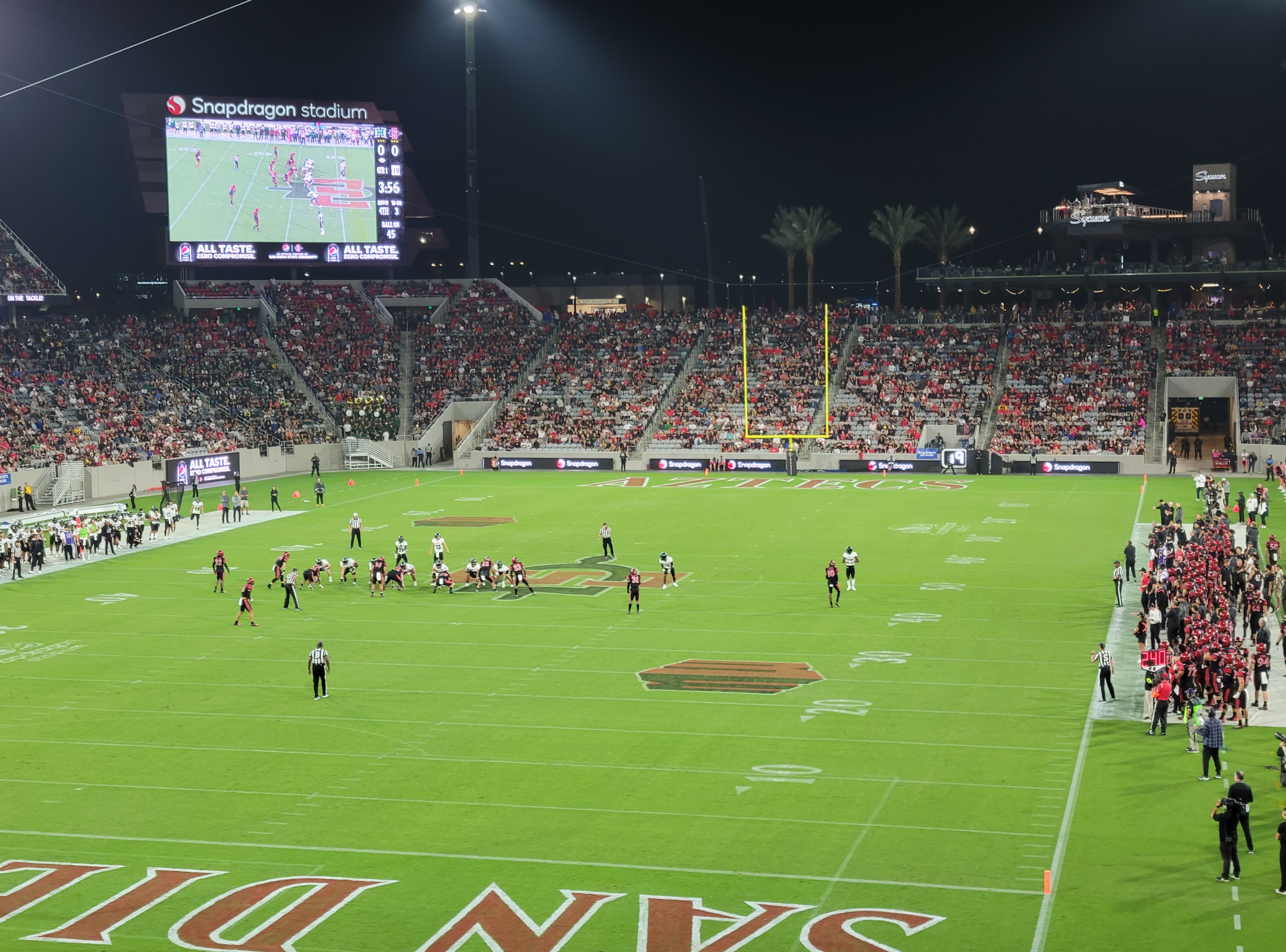
比賽場地中央
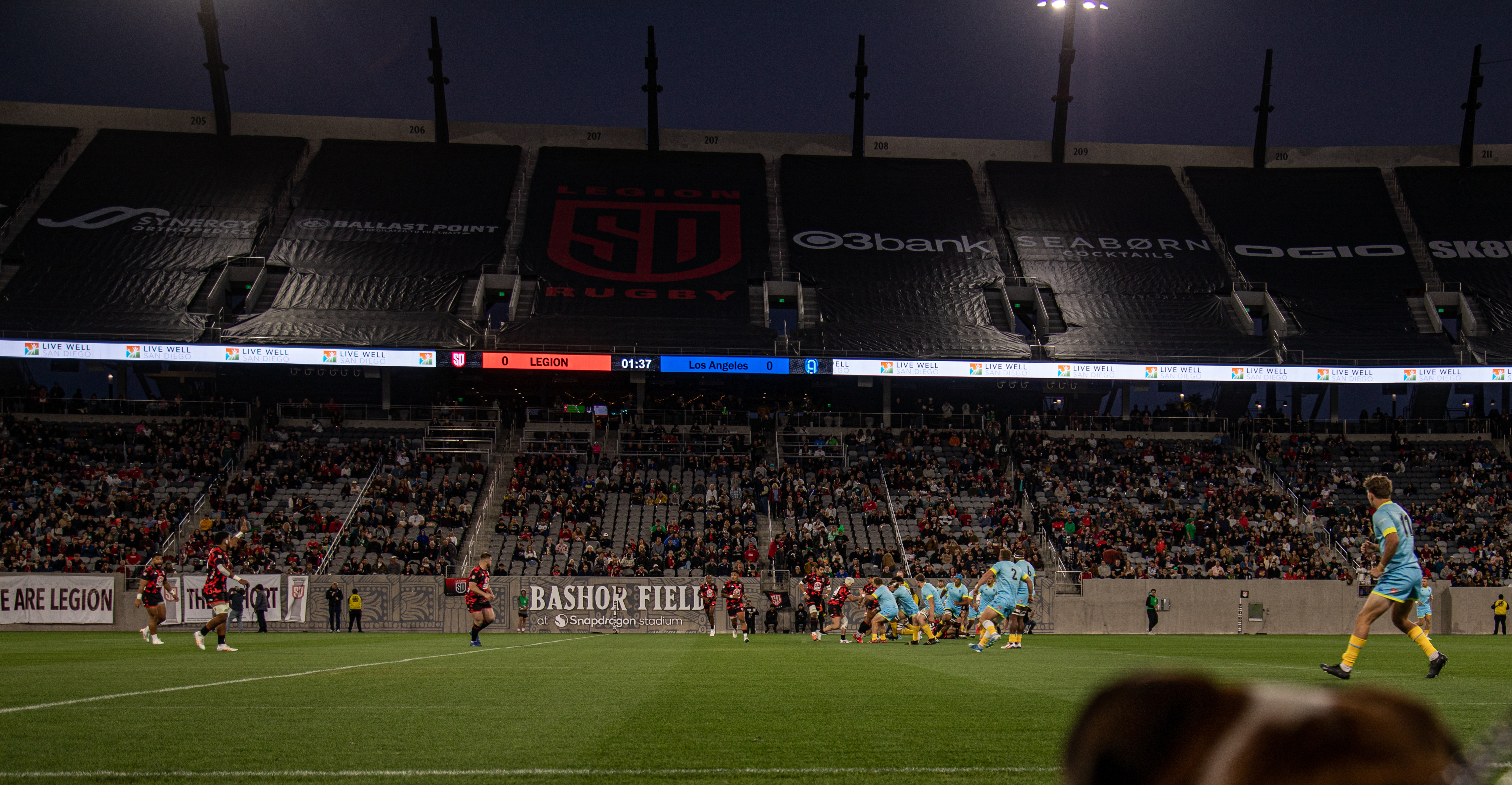
一場進行中的橄欖球比賽

## 外部連結
- 官方网站